# Safety (Punktgewinn)
Ein Safety (Safety Touch im Canadian Football) ist ein Punktgewinn von zwei Punkten durch die Defense im American Football und Canadian Football.
Die verteidigende Mannschaft erzielt ein Safety, wenn:
- sie den Ballträger der angreifenden Mannschaft (Offense) in dessen eigener Endzone stoppt oder dieser die Endzone über die Seitenauslinie oder Endlinie verlässt. Das trifft nicht zu, wenn er den Ball beim Kick-off erst in der Endzone fängt (Touchback),
- der Ball nach einem Fumble aus der Endzone heraus aus dem Spielfeld rollt oder vom Ballträger der angreifenden Mannschaft in seiner eigenen Endzone erobert, aber nicht wieder herausgetragen wird oder
- innerhalb der Endzone der angreifenden Mannschaft verschiedene Feldstrafen gegen die angreifende Mannschaft erfolgen.

Fängt eine Mannschaft in der eigenen Endzone eine Interception und wird der Fänger noch in der Endzone getackelt, so ist dies ein Touchback und kein Safety.
In der National Football League ist seit der Saison 1979 ein Fumble, welcher nach der Two-Minute Warning von einem Spieler der Offense, der nicht der fumblende Spieler war, erobert wird, spielzugbeendend (Holy Roller Rule). Geschieht dies in der eigenen Endzone, so ist auch dies ein Safety, selbst wenn der Spieler nicht getackelt wird und aus der Endzone in das Field of Play laufen konnte.
Nach dem Safety wird das Spiel mit einem Free Kick durch die Mannschaft, gegen die gepunktet wurde, von der eigenen 20-Yard-Line fortgesetzt. Hierbei kann der Ball durch einen Punt, einen Place Kick (wie beim Kickoff, allerdings ohne Unterstützung durch ein Kicking Tee) oder einen Dropkick ins Spiel gebracht werden.

## Abgrenzung zum Touchback
Das Safety wird häufig verwechselt mit dem so genannten Touchback, bei dem die verteidigende Mannschaft innerhalb der eigenen Endzone in Ballbesitz gelangt und die Endzone nicht verlässt. Hierbei behält sie das gerade erlangte Angriffsrecht und startet die neue Angriffsserie (Drive) an der eigenen 20-Yard-Linie.
Sofern kein Safety wegen eines Fouls verschuldet ist, gilt: Ob ein Spielzug als Safety oder als Touchback gewertet wird, hängt davon ab, welche Mannschaft dafür verantwortlich ist, dass der Ball in ihre Endzone gelangt ist. Ist sie es selbst, dann ist es ein Safety, ist es die gegnerische Mannschaft, dann ist es ein Touchback.
Beispiele für Safetys: Der eigene Center snappt rückwärts zum Quarterback, der Snap ist aber zu hoch und fliegt nach hinten weiter ins Endaus; weiteres Beispiel: Der Punter muss aus der eigenen Endzone punten, der Kick wird vom Gegner geblockt und von einem Teammitglied des Punters in der Endzone gesichert.
Beispiel für Touchbacks: Der gegnerische Punter kickt den Ball sehr weit, so dass er ins Endaus fliegt; weiteres Beispiel: Der gegnerische Quarterback wirft einen weiten Pass, dieser wird vom Cornerback in der Endzone intercepted.
Vom Schiedsrichter wird das Safety durch aneinandergehaltene Handflächen über dem Kopf angezeigt.

## One Point Safety
Bei der Conversion nach einem Touchdown wird in seltenen Fällen ein Safety mit nur einem Punkt erzielt, siehe One Point Safety.

## Absichtliches Safety
Da der Gegner beim Safety punktet, versucht man es zu vermeiden. Es gibt aber Spielsituationen, in denen ein absichtliches Safety (englisch intentional safety) sinnvoll sein kann.
- Wenn man kurz vor der eigenen Endzone steht und mit mehr als zwei Punkten führt. Ein absichtliches Safety bringt dem Gegner „nur“ zwei Punkte, anstelle mit einem riskanten Spielzug einen Touchdown (sechs Punkte) bzw. ein Field Goal (drei Punkte) zu riskieren. Zudem ist es vorteilhaft, den folgenden Freekick ohne gegnerische Bedrängnis von der 20-Yards-Linie treten zu können.
  - Im Super Bowl XLVII nahmen die mit fünf Punkten führenden Baltimore Ravens im vierten Down bei noch zwölf Sekunden Spielzeit ein absichtliches Safety. Die gegnerischen San Francisco 49ers hatten zwar nur noch drei Punkte Rückstand, aber keine Chance mehr, den Football nach dem folgenden Freekick in Field-Goal-Nähe zu bringen.
  - Im Spiel der Green Bay Packers gegen die Minnesota Vikings (2009) tackelte der Defensive End der Vikings, Jared Allen, den Quarterback der Packers, Aaron Rodgers, und entriss ihm den Football an Green Bays 1-Yard-Linie für ein Fumble. Packers-Coach Mike McCarthy challengte den Entscheid. Die Schiedsrichter entschieden nach dem Review, dass Rodgers in der Endzone schon am Boden war, so dass der Spielzug dort schon zu Ende war und Minnesota den Spielzug „nur“ mit einem Safety abschloss.
- Wenn man kurz vor der eigenen Endzone steht, bereits drei Downs verbraucht hat und befürchtet, dass der eigene Punt geblockt werden bzw. nicht weit genug gehen könnte. Hierbei spekuliert man, dass der nach dem Safety erfolgende Free Kick von der 20-Yards-Linie eine gute Ausgangsposition bringt. Die eigene Defense muss danach die gegnerische Offense schnell stoppen.
  - 2003 nahmen die New England Patriots kurz vor Schluss mit einem Punkt Rückstand gegen die Denver Broncos ein absichtliches Safety. Sie verloren zwar zwei Punkte, stoppten aber die nächste Angriffsserie der Broncos und gewannen durch einen späten Touchdown.[3]

Im Canadian Football sind im Gegensatz zum American Football absichtliche Safeties häufiger zu sehen. Grund ist, dass hier im Durchschnitt das Aufgeben eines Safeties und anschließendem Free Kick dem Gegner weniger Punkte ermöglicht, als wenn man den Ball schlicht punten würde.